# Gancho AT

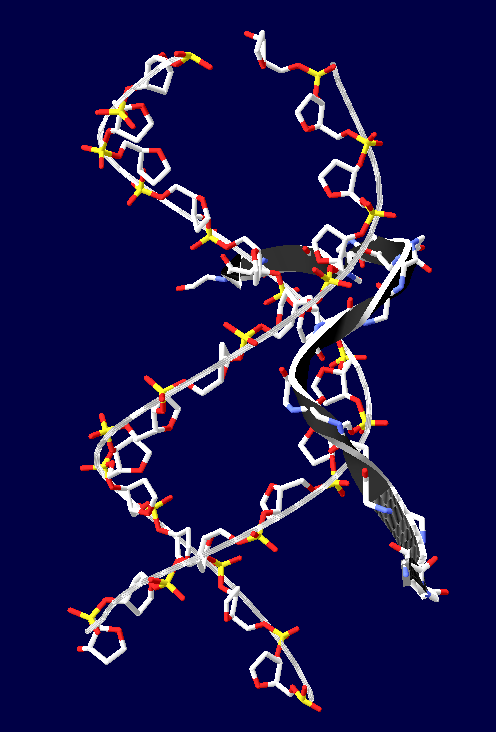
El segundo gancho AT de HMGA1 (cinta negra) se une al surco menor del ADN rico en AT. Las cadenas laterales de aminoácidos y los nucleótidos se han ocultado.

El gancho AT es un motivo estructural de unión al ADN presente en muchas proteínas, incluidas las proteínas del grupo de alta movilidad (HMG), proteínas de unión al ADN de plantas y la proteína hBRG1, una ATPasa central de la enzima de conmutación/sacarosa humana. Complejo remodelador no fermentador (SWI/SNF).

## Estructura
Este motivo consiste en una secuencia central palindrómica conservada de prolina - arginina - glicina - arginina - prolina, aunque algunos ganchos AT contienen solo una prolina en la secuencia central. Los ganchos AT también incluyen un número variable de residuos de lisina y arginina cargados positivamente a cada lado de la secuencia central. El gancho AT se une al surco menor del ADN rico en adenina - timina (AT), de ahí la palabra AT en el nombre. El resto del nombre deriva de un "gancho" de asparagina / aspartato previsto en los primeros ganchos AT informados en 1990. En 1997, estudios estructurales utilizando RMN determinaron que un gancho AT unido al ADN adoptó una forma de medialuna o gancho alrededor del surco menor de una cadena de ADN objetivo (en la foto de la derecha). Las proteínas HMGA contienen tres ganchos AT, aunque algunas proteínas contienen hasta 30. Las secuencias de unión óptimas para las proteínas del gancho AT son repeticiones de la forma (ATAA) n o (TATT) n, aunque las secuencias de unión óptimas para la secuencia central del gancho AT son AAAT y AATT.
El dodecámero de ADN tiene ocho pares de bases AT consecutivos, lo que permite colocar el gancho AT en varias posiciones, siendo la posición preferida en una de las regiones AATT para ocupar completamente el surco menor. Las interacciones de Van der Waals del gancho AT con las adeninas desempeñan un papel importante en la especificidad de la posición.  Las interacciones de Van der Waals del gancho AT con las adeninas desempeñan un papel importante en la especificidad de la posición. 

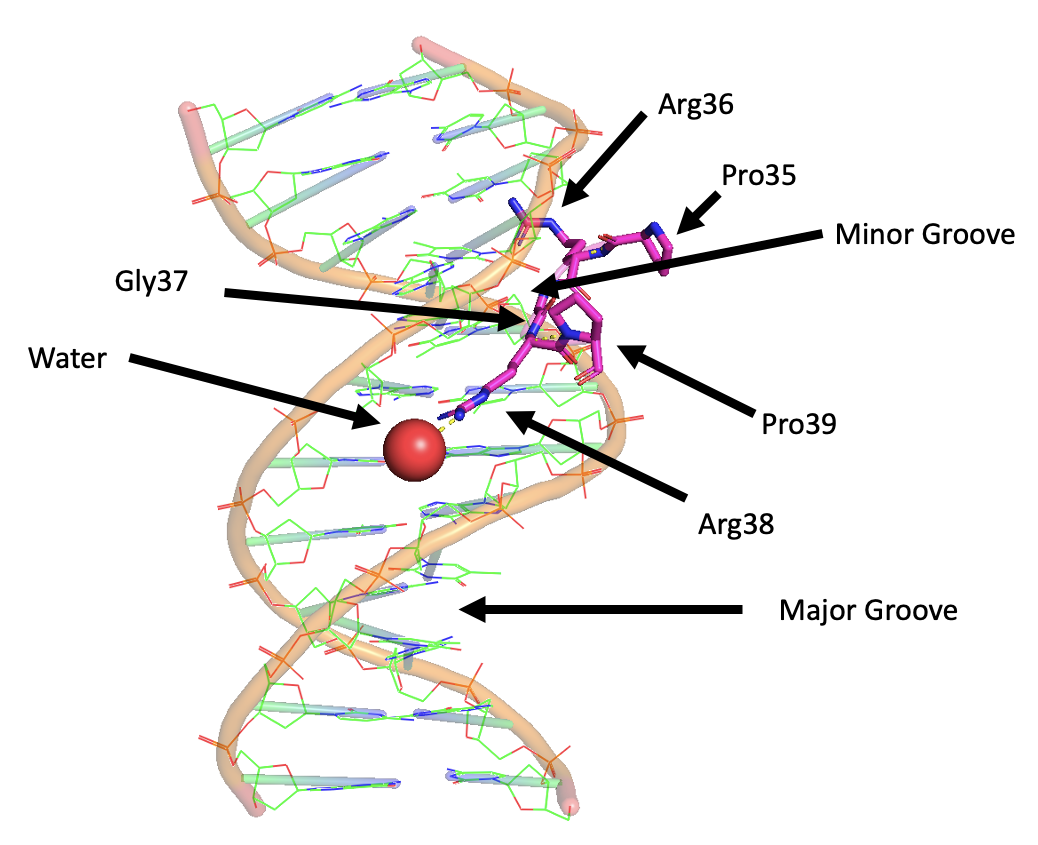
La columna vertebral de fosfato del ADN que se muestra en naranja está descolorida para centrarse en la región central del gancho AT. En magenta se muestran las cadenas laterales Pro35, Arg36, Gly37, Arg38 y Pro39. Elaborado con PyMol. Código PDB: 3UXW.

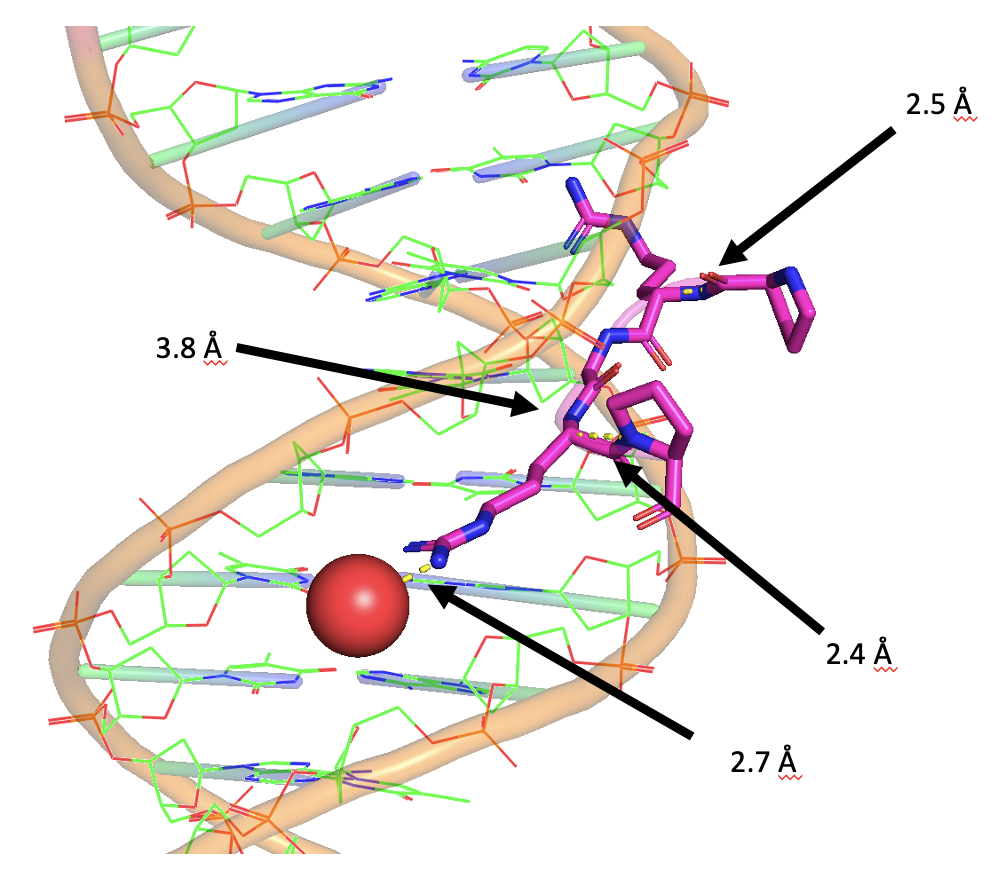
Hay múltiples enlaces de hidrógeno que se muestran en amarillo. Las interacciones ocurren entre Arg38 y Pro39 (3,8 Å), Pro35 y Arg36 (2,5 Å) y Gly37 y Arg38 (2,4 Å). La esfera roja representa agua que forma un enlace de hidrógeno a 2,7 Å de Arg38 y el enlace se muestra en amarillo. Elaborado con PyMol. Código PDB: 3UXW.

La figura muestra la posición de la cadena principal para permitir enlaces de hidrógeno con los átomos de oxígeno de timina del surco menor. Las interacciones mostradas provocaron que el ADN se doblara, extendiendo el surco menor. El ADN distorsionado hace que el surco principal complementario forme interacciones entre las cadenas laterales.

## Función
Las proteínas con gancho AT pueden formar enlaces de hidrógeno entre los grupos NH de Gly37 y Arg38 en la cadena principal y los átomos de oxígeno de timina en el surco menor, lo que dobla el ADN y ensancha el surco menor.  La unión al surco menor facilita la unión de otras proteínas en el surco mayor.  Eso permite a las proteínas HMG regular la expresión de genes e influir en los procesos biológicos.
También se ha propuesto que los ganchos AT anclen proteínas modificadoras de la cromatina a secuencias de ADN ricas en AT mediante su asociación con la remodelación de la cromatina, las modificaciones de las histonas y la función aislante de la cromatina. 

## Significación clínica
Las alteraciones o expresión anormal de las proteínas HMG han provocado trastornos metabólicos, como obesidad, diabetes tipo 2 y cáncer. 